# Joseph Cook
Joseph Cook (ur. 7 grudnia 1860 w Silverdale, Anglia, zm. 30 lipca 1947 w Sydney) – australijski polityk, w latach 1913–1914 premier tego państwa. Stał na czele rządu Australii w chwili przystąpienia do I wojny światowej.

## Życiorys

### Młodość i początki w polityce
Nie miał żadnego formalnego wykształcenia, już od dziewiątego roku życia trudnił się pracą w kopalni. W 1885 wziął ślub i wkrótce potem wraz z żoną wyjechał z rodzinnej Anglii do Nowej Południowej Walii. Tam także zajął się pracą górniczą, jak również stał się aktywistą związkowym. Od 1887 był sekretarzem generalnym Zachodniego Związku Górników, a cztery lata później znalazł się wśród członków założycieli Australijskiej Partii Pracy. Nie chciał się jednak zgodzić z zaostrzającą się dyscypliną partyjną, w wyniku czego przeszedł do Partii Wolnego Handlu. W latach 1894–1899 zasiadał z jej ramienia w autonomicznym rządzie swojej kolonii.

### Po powstaniu federacji
Po powstaniu zjednoczonej Australii w 1901, Cook został wybrany do parlamentu federalnego. Został zastępcą George’a Reida jako lidera partii, jednak nie wszedł do kierowanego przez Reida rządu. W 1908 przejął kierownictwo partii i doprowadził do jej połączenia z Partią Protekcjonistyczną. Nowo powstałe ugrupowanie nazwano Związkową Partią Liberalną, a Reid został wiceprzewodniczącym u boku Alfreda Deakina. W latach 1909–1910 stał też na czele resortu obrony w gabinecie Deakina. Liberałowie przegrali wybory w 1910, ale dla Cooka oznaczało to przejęcie sterów partii. Po kolejnych wyborach, w 1913, jego partia zdobyła jednomandatową przewagę w Izbie Reprezentantów. Jednocześnie ALP było górą w Senacie. Cook został premierem, ale musiał kierować w krajem w warunkach uniemożliwiającej normalne rządzenie kohabitacji. Postanowił rozwiązać parlament, jednak w czasie kampanii wyborczej przed kolejnym głosowaniem wybuchła I wojna światowa i ALP zdołała pokonać liberałów, wykorzystując dzielące obie partie różnice w sprawach wojskowych.
Po rozłamie w ALP w 1916, Cook wraz z całą partią połączył się z rozłamowcami pod wodzą premiera Billy’ego Hughesa i utworzył Nacjonalistyczną Partię Australii. Objął także urząd ministra marynarki wojennej w rządzie Hughesa. Dzięki zwycięstwom nacjonalistów w dwóch kolejnych wyborach, pozostał w rządzie aż do 1921 (od 1920 jako minister finansów). Był także członkiem delegacji Australii podczas paryskiej konfencji pokojowej.

### Polityczna emerytura
W 1918 otrzymał tytuł szlachecki, a w 1921 wycofał się z czynnego życia politycznego. Wzorem kilku wcześniejszych byłych premierów, został wysokim komisarzem Australii w Londynie. W 1927 powrócił do kraju, gdzie na politycznej emeryturze przeżył jeszcze 20 lat.